# Ovulazione

1 - Mestruazione
2 - Maturazione del follicolo
3 - Follicolo maturo
4 - Ovulazione
5 - Corpo luteo
6 - Cicatrizzazione del corpo luteo

L'ovulazione è il momento durante il quale l'ovocita viene espulso dalle ovaie e avviene di norma negli essere umani attorno al quattordicesimo giorno del ciclo mestruale (cioè, mediamente, dai 16 ai 12 giorni prima dell'inizio del flusso mestruale), in corrispondenza di un picco di ormoni LH e estrogeni.
Quando il follicolo ovarico raggiunge le sue massime dimensioni (all'incirca 20 mm di diametro) provoca un rigonfiamento visibile sulla superficie dell'ovaia che prende l'aspetto di un'area avascolare, biancastra chiamata stigma. A questo punto il follicolo è separato dalla cavità peritoneale soltanto da uno strato di cellule sottilissimo.
La rottura del follicolo è provocata dall'azione di enzimi litici (plasmina, collagenasi).

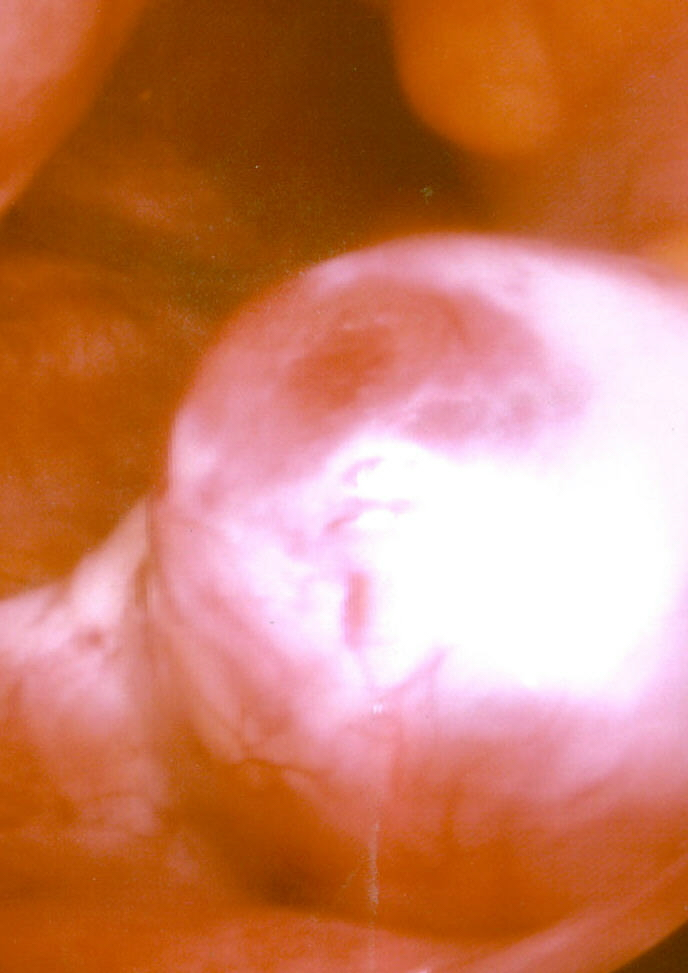
Ovulazione imminente. Qui si vede una ovaia poco prima della liberazione di un ovulo. Lo stigma è chiaramente visibile

La pressione del liquido contenuto nel follicolo si riduce gradatamente e perciò la rottura dello stigma non è un fenomeno esplosivo: l'ovocita, circondato da alcune cellule del cumulo ooforo (che vanno a formare la corona radiata) viene espulso lentamente dall'ovaia insieme al liquido antrale.
A questo punto le fimbrie dell'ovidotto, che nel periodo dell'ovulazione si sono avvicinate alle ovaie, catturano l'ovocita e lo spingono all'interno dell'ovidotto.
Al momento dell'ovulazione anche la membrana propria che separava la teca dalla granulosa si rompe, vascolarizzando la granulosa e formando un coagulo al centro di quel che resta del follicolo ovulato.
Oltre all'ovocita, viene rilasciato anche il liquor folliculi: uno dei suoi componenti è un ormone, la follicolina, che è responsabile in parte dell'appetito sessuale e della proliferazione cellulare.
Inizia così la trasformazione di questa struttura in corpo luteo.